# Miriã
Miriã ou Míriam (em hebraico: מִרְיָם , romanizado Mīryām , lit. 'Rebelião'), foi a irmã mais velha do profeta Moisés e de Arão.
Depois de sua mãe Joquebede (Números 26:59), colocar seu irmão Moisés numa cesta revestida de betume e a por no Rio Nilo, postou-se de longe para ver o que aconteceria. Após ser encontrado pela filha de faraó no rio, Miriã também indicou sua própria mãe para que fosse babá de Moisés. Mais tarde, sofreu temporariamente de lepra alegadamente por sua rebeldia perante a autoridade executiva de Moisés. Era também profetiza e tocava tamboril. Ela morreu e foi sepultada em Cades.
Há teólogos que não consideram impossível que uma matriarca chamada Miriã tenha existido nas origens dos proto-israelitas. Todavia, pelo fato de não haver absolutamente nenhuma evidência material de sua existência, a posição mais aceita academicamente é tratá-la como uma tradição antiga. Considerando que a Canção do Mar é um dos poemas mais antigos da Bíblia, trata-se da primeira menção à personagem. Sendo assim, o cântico pode ser datado do século X ou IX a.C., descrevendo Miriã num culto extático envolvendo danças e pandeiros.